# Enotaevka
Enotaevka (in russo Енотаевка?) è un villaggio della Russia europea meridionale, situato nella oblast' di Astrachan'; è il centro amministrativo del distretto Enotaevskij.
Si trova nella depressione caspica sulla riva destra del canale Enotaevka (canale del Volga), 125 km a nord-ovest di Astrachan'.